# Gekiga
Le gekiga (劇画) est un style de manga (bande dessinée japonaise) qui cible un public d'adultes. Le terme signifie littéralement « dessins dramatiques » (l'idéogramme geki (劇), signifiant « théâtre »).
Ce terme forgé par Yoshihiro Tatsumi en 1957 qui est déjà largement utilisé dans la classification des genre dramatiques et cinématographiqes jidai-geki, joue sur l'homonymie de drame (geki) à celui de violence (撃 geki). Par extension, le gekiga désigne les œuvres publiées dans les années 1960, 1970 qui abordent des sujets de société censés correspondre aux préoccupations ou à la sensibilité des adultes. Nombre de ces productions sont parues dans le magazine Garo.
Tatsumi crée en 1959 l'« atelier du gekiga » (劇画工房, gekiga kōbō) avec Shōichi Sakurai (桜井 昌一), Fumiyasu Ishikawa (石川 フミヤス), Masahiko Matsumoto (松本 正彦), Kei Motomitsu (K・元美津), Susumu Yamamori (山森 ススム), Masaaki Satō (佐藤 まさあき) et Takao Saitō. Outre Tatsumi et Saitō, Yoshiharu Tsuge, Tadao Tsuge, Seiichi Hayashi, Hiroshi Hirata ou Kazuo Koike figurent parmi les gekigaka (auteurs de gekiga) les plus célèbres. Certains, comme Hirata, refusent d'être considérés comme mangaka.